# Eccellenza Puglia 2024-2025
Il campionato italiano di calcio di Eccellenza regionale 2024-2025 è stato il trentaquattresimo organizzato in Puglia, cominciato il 25 agosto e terminato il 6 aprile. La LND, al fine di ripristinare la composizione dei campionati al format abituale pre-COVID, ha reintrodotto il girone unico, formato da 20 squadre, programmando per le prossime due stagioni 2025-2026 e 2026-2027 una graduale riduzione a 18 e 16 squadre.

## Stagione

### Novità
A sostituire parzialmente San Marco, Real Siti, Virtus Mola, Borgorosso Molfetta, Molfetta Sportiva, San Severo, Virtus Matino, Città di Otranto, Toma Maglie, Mesagne, San Pietro Vernotico e Ostuni, retrocesse in Promozione Puglia nella stagione precedente, e Ugento, promosso in Serie D, ci sono Barletta, Bitonto e Gallipoli, retrocesse dalla Serie D. Inoltre faranno parte del torneo Atletico Acquaviva e Pro Italia Galatina, vincitrici dei rispettivi gironi di Promozione Puglia.
La provincia più rappresentata è quella di Bari, con ben sei squadre (Arboris Belli, Atletico Acquaviva, Bitonto, Corato, Molfetta e Polimnia). Seguono con cinque squadre sia la Provincia di Barletta-Andria-Trani (Barletta, Bisceglie, Canosa, Nuova Spinazzola e Unione Calcio Bisceglie) che la Provincia di Lecce (Atletico Racale, Brilla Campi, Pro Italia Galatina, Gallipoli e Novoli). La Provincia di Taranto viene rappresentata da tre squadre (Ginosa, Manduria e Massafra). Chiude la Provincia di Foggia con una sola squadra (Foggia Incedit). In questa stagione calcistica la Provincia di Brindisi non viene rappresentata da alcuna squadra.

## Squadre partecipanti
| Club                | Città                      | Stadio o Campo Sportivo                            | Stagione precedente                 |
| ------------------- | -------------------------- | -------------------------------------------------- | ----------------------------------- |
| Arboris Belli       | Alberobello (BA)           | Stadio Scianni-Ruggieri (erba sintetica)           | 5º in Eccellenza Puglia/B           |
| Atletico Acquaviva  | Acquaviva delle Fonti (BA) | Stadio Giovanni Giammaria (erba sintetica)         | 1º in Promozione Puglia/A, promosso |
| Atletico Racale     | Racale (LE)                | Campo Comunale Generale Basurto (erba sintetica)   | 7º in Eccellenza Puglia/B           |
| Brilla Campi        | Campi Salentina (LE)       | Stadio Roberto Trevisi (erba sintetica)            | 3º in Eccellenza Puglia/B           |
| Barletta            | Barletta                   | Stadio Cosimo Puttilli                             | 16º in Serie D/H, retrocesso        |
| Bisceglie           | Bisceglie (BT)             | Stadio Gustavo Ventura (erba sintetica)            | 1º in Eccellenza Puglia/A           |
| Bitonto             | Bitonto (BA)               | Campo Comunale Sigismondo Palmiotta (Modugno)      | 17º in Serie D/H, retrocesso        |
| Corato              | Corato (BA)                | Stadio Comunale Fausto Coppi (Ruvo di Puglia)      | 6º in Eccellenza Puglia/A           |
| Canosa              | Canosa di Puglia (BT)      | Stadio San Sabino (erba sintetica)                 | 5º in Eccellenza Puglia/A           |
| Ginosa              | Ginosa (TA)                | Stadio Comunale Teresa Miani (erba sintetica)      | 6º in Eccellenza Puglia/B           |
| Gallipoli           | Gallipoli (LE)             | Stadio Antonio Bianco (erba sintetica)             | 15º in Serie D/H, retrocesso        |
| Nuova Spinazzola    | Spinazzola (BT)            | Stadio Comunale Fausto Coppi (Ruvo di Puglia)      | 7º in Eccellenza Puglia/A           |
| Molfetta Calcio     | Molfetta (BA)              | Stadio Paolo Poli (erba sintetica)                 | 2º in Eccellenza Puglia/A           |
| Polimnia            | Polignano a Mare (BA)      | Stadio Madonna d'Altomare (erba sintetica)         | 4º in Eccellenza Puglia/A           |
| Foggia Incedit      | Foggia                     | Ex Campo Figc Foggia (erba sintetica)              | 8º in Eccellenza Puglia/A           |
| Manduria            | Manduria (TA)              | Stadio Comunale Nino Dimitri (erba sintetica)      | 2º in Eccellenza Puglia/B           |
| Novoli              | Novoli (LE)                | Campo Comunale Totò Cezzi                          | 9º in Eccellenza Puglia/B           |
| Pro Italia Galatina | Galatina (LE)              | Stadio Giuseppe Specchia                           | 1º in Promozione Puglia/B, promosso |
| Soccer Massafra     | Massafra (TA)              | Stadio Italia (erba sintetica)                     | 4º in Eccellenza Puglia/B           |
| UC Bisceglie        | Bisceglie (BT)             | Campo Comunale Francesco di Liddo (erba sintetica) | 3º in Eccellenza Puglia/A           |

## Classifica
Aggiornata al 23 aprile 2025.
|  | Pos. | Squadra              | Pt | G  | V  | N  | P  | GF | GS | DR  |
|  | ---- | -------------------- | -- | -- | -- | -- | -- | -- | -- | --- |
|  | 1.   | Barletta             | 83 | 38 | 25 | 8  | 5  | 72 | 27 | +45 |
|  | 2.   | Pro Italia Galatina  | 69 | 38 | 19 | 12 | 7  | 58 | 30 | +28 |
|  | 3.   | Polimnia             | 67 | 38 | 18 | 13 | 7  | 51 | 33 | +18 |
|  | 4.   | Bisceglie            | 65 | 38 | 19 | 8  | 11 | 48 | 34 | +14 |
|  | 5.   | Canosa               | 63 | 38 | 19 | 6  | 13 | 58 | 35 | +23 |
|  | 6.   | Atletico Acquaviva   | 62 | 38 | 17 | 11 | 10 | 40 | 33 | +7  |
|  | 7.   | Nuova Spinazzola     | 55 | 38 | 14 | 13 | 11 | 48 | 31 | +17 |
|  | 8.   | Gallipoli (-1)       | 55 | 38 | 16 | 8  | 14 | 53 | 39 | +14 |
|  | 9.   | Bitonto              | 54 | 38 | 16 | 6  | 16 | 55 | 46 | +9  |
|  | 10.  | Soccer Massafra (-3) | 54 | 38 | 15 | 12 | 11 | 51 | 43 | +8  |
|  | 11.  | Novoli               | 54 | 38 | 15 | 9  | 14 | 50 | 48 | +2  |
|  | 12.  | UC Bisceglie         | 53 | 38 | 13 | 14 | 11 | 52 | 52 | 0   |
|  | 13.  | Atletico Racale      | 52 | 38 | 13 | 12 | 12 | 36 | 36 | 0   |
|  | 14.  | Foggia Incedit       | 52 | 38 | 14 | 10 | 14 | 43 | 50 | -7  |
|  | 15.  | Brilla Campi         | 44 | 38 | 12 | 8  | 18 | 49 | 54 | -5  |
|  | 16.  | Manduria (-9)        | 44 | 38 | 14 | 11 | 13 | 44 | 42 | +2  |
|  | 17.  | Corato (-5)          | 41 | 38 | 12 | 10 | 16 | 40 | 58 | -18 |
|  | 18.  | Molfetta Calcio      | 24 | 38 | 6  | 6  | 26 | 27 | 69 | -42 |
|  | 19.  | Ginosa               | 19 | 38 | 4  | 7  | 27 | 21 | 71 | -50 |
|  | 20.  | Arboris Belli        | 15 | 38 | 2  | 9  | 27 | 22 | 84 | -62 |

      Promossa in Serie D 2025-2026.
      Ammesso ai play-off nazionali.
  Ammesse ai play-off o ai play-out.
      Retrocesse in Promozione 2025-2026.
Tre punti per la vittoria, uno per il pareggio, zero per la sconfitta.
In caso di arrivo di due o più squadre a pari punti, la graduatoria verrà stilata secondo la classifica avulsa tra le squadre interessate che prevede, in ordine, i seguenti criteri:
- Punti negli scontri diretti
- Differenza reti negli scontri diretti
- Differenza reti generale
- Reti realizzate in generale
- Sorteggio

Note:
Il Manduria ha scontato 9 punti di penalizzazione.
Il Corato ha scontato 5 punti di penalizzazione.
Il Soccer Massafra ha scontato 3 punti di penalizzazione.
Il Gallipoli ha scontato 1 punto di penalizzazione.

### Play-off
Ai playoff partecipano le squadre classificate dal 2° al 5° posto. Nel primo turno, la 2ª classificata sfida la 5ª classificata e la 3ª sfida la 4ª, con le vincenti che si sfidano nel secondo turno. Le partite si svolgono in gare di sola andata in casa della meglio piazzata in campionato; se al termine dei tempi regolamentari persiste la parità, sono disputati due tempi supplementari di 15 minuti ciascuno e, persistendo ancora la parità, avanza al turno successivo la squadra meglio piazzata in campionato.
Se il distacco tra seconde e quinte classificate o tra terze e quarte classificate è pari o superiore a 7 punti, accedono al turno successivo rispettivamente seconde e terze classificate.
Se il distacco tra seconde e terze classificate è pari o superiore a 8 punti, i playoff non si disputano ed accede ai play-off nazionali direttamente la seconda classificata.
|  | Semifinali | Semifinali          | Semifinali |        |   | Finale   | Finale | Finale |  |
|  |            |                     |            |        |   |          |        |        |  |
|  | 2          | Pro Italia Galatina | 0          |        |   |          |        |        |  |
|  | 2          | Pro Italia Galatina | 0          |        |   |          |        |        |  |
|  | 5          | Canosa (dts)        | 1          |        |   |          |        |        |  |
|  | 5          | Canosa (dts)        | 1          |        | 3 | Polimnia | 1      |        |  |
|  |            |                     |            |        | 3 | Polimnia | 1      |        |  |
|  |            |                     | 5          | Canosa | 2 |          |        |        |  |
|  | 3          | Polimnia (dts)      | 5          | Canosa | 2 | 3        |        |        |  |
|  | 3          | Polimnia (dts)      |            |        |   |          |        |        |  |
|  | 4          | Bisceglie           | 2          |        |   |          |        |        |  |

#### Semifinali
| Pro Italia Galatina | 0-1 (dts) | Canosa    | Galatina, 27 aprile 2025     |  |  |  |  |
| Polimnia            | 3-2 (dts) | Bisceglie | Mola di Bari, 27 aprile 2025 |  |  |  |  |

#### Finale
|          | Risultato |        | Luogo e data                |
| -------- | --------- | ------ | --------------------------- |
| Polimnia | 1-2       | Canosa | Mola di Bari, 3 maggio 2025 |
|          |           |        |                             |

### Play-out
Ai playout partecipano le squadre classificate dal 12° al 17° posto, con questi accoppiamenti: dodicesima-diciassettesima, tredicesima-sedicesima, quattordicesima-quindicesima. In questo caso, i playout non si sono giocati perché il distacco tra la quattordicesima e quindicesima classificata è stato superiore ai sette punti. Le partite si sarebbero svolte in gare di sola andata in casa della meglio piazzata in campionato; se al termine dei tempi regolamentari fosse persistita la parità, sarebbero stati disputati due tempi supplementari di 15 minuti ciascuno e, persistendo ancora la parità, si sarebbe slavata la squadra meglio piazzata in campionato.

## Risultati

### Tabellone
Ogni riga indica i risultati casalinghi della squadra segnata a inizio della riga, contro le squadre segnate colonna per colonna (che invece hanno giocato l'incontro in trasferta). Al contrario, leggendo la colonna di una squadra si hanno i risultati ottenuti dalla stessa in trasferta, contro le squadre segnate in ogni riga, che invece hanno giocato l'incontro in casa.
|                         | ARB  | ACQ  | BAR  | BIS  | BIT  | BRI  | CAN  | COR  | FOG  | GAL  | GAT  | GIN  | MAN  | MAS  | MOL  | NOV  | POL  | RAC  | SPI  | UCB  |
| ----------------------- | ---- | ---- | ---- | ---- | ---- | ---- | ---- | ---- | ---- | ---- | ---- | ---- | ---- | ---- | ---- | ---- | ---- | ---- | ---- | ---- |
| Arboris Belli           | –––– | 0-1  | 0-3  | 2-2  | 0-6  | 1-3  | 2-0  | 0-1  | 1-2  | 2-2  | 0-0  | 3-0  | 2-6  | 1-2  | 0-2  | 1-1  | 0-0  | 0-0  | 1-3  | 0-3  |
| Atletico Acquaviva      | 1-1  | –––– | 3-1  | 0-1  | 2-1  | 2-1  | 1-0  | 1-0  | 0-0  | 2-0  | 0-1  | 2-1  | 1-0  | 2-2  | 1-0  | 1-0  | 0-1  | 2-2  | 1-0  | 3-1  |
| Barletta                | 5-2  | 1-1  | –––– | 0-1  | 2-0  | 0-1  | 1-0  | 4-1  | 1-0  | 1-4  | 1-1  | 1-0  | 2-0  | 2-0  | 1-0  | 2-1  | 1-0  | 2-1  | 0-0  | 5-0  |
| Bisceglie               | 5-0  | 1-0  | 0-1  | –––– | 0-1  | 2-1  | 1-0  | 1-1  | 0-0  | 1-0  | 3-2  | 1-0  | 0-1  | 2-0  | 3-1  | 2-1  | 3-1  | 1-0  | 1-0  | 1-1  |
| Bitonto                 | 2-0  | 2-0  | 0-1  | 2-1  | –––– | 3-1  | 1-2  | 1-3  | 4-0  | 1-1  | 2-3  | 2-2  | 2-0  | 0-1  | 2-0  | 1-0  | 3-0  | 1-0  | 0-2  | 0-1  |
| Brilla Campi            | 1-0  | 2-0  | 0-0  | 2-3  | 1-2  | –––– | 1-2  | 1-2  | 3-2  | 3-1  | 3-1  | 4-2  | 4-0  | 1-1  | 2-0  | 1-3  | 1-2  | 1-1  | 1-1  | 2-2  |
| Canosa                  | 2-0  | 2-1  | 0-2  | 0-0  | 3-0  | 0-0  | –––– | 2-2  | 2-1  | 2-1  | 1-1  | 2-1  | 3-1  | 0-2  | 1-1  | 6-1  | 2-0  | 2-0  | 0-0  | 1-0  |
| Corato                  | 1-0  | 1-2  | 0-7  | 0-1  | 0-0  | 1-0  | 1-0  | –––– | 0-0  | 1-3  | 0-2  | 2-1  | 1-1  | 0-2  | 1-1  | 2-1  | 0-0  | 1-2  | 1-3  | 0-2  |
| Foggia Incedit          | 3-0  | 1-1  | 2-4  | 1-0  | 2-1  | 1-0  | 0-5  | 3-0  | –––– | 3-0  | 2-5  | 2-0  | 1-1  | 1-2  | 2-0  | 0-3  | 0-3  | 1-0  | 2-1  | 0-0  |
| Gallipoli               | 4-0  | 3-1  | 1-4  | 0-1  | 3-1  | 4-0  | 1-0  | 3-0  | 0-0  | –––– | 0-1  | 3-0  | 1-0  | 1-0  | 4-1  | 0-1  | 0-0  | 3-0  | 0-2  | 3-1  |
| Galatina                | 5-0  | 2-0  | 0-0  | 0-0  | 1-0  | 1-1  | 3-0  | 2-0  | 1-2  | 1-0  | –––– | 0-1  | 2-1  | 4-1  | 1-1  | 3-0  | 4-1  | 0-0  | 2-1  | 1-1  |
| Ginosa                  | 3-1  | 0-1  | 3-8  | 0-5  | 1-2  | 2-1  | 0-4  | 0-3  | 0-2  | 0-1  | 1-1  | –––– | 0-2  | 0-3  | 1-0  | 0-3  | 0-1  | 0-0  | 0-0  | 0-0  |
| Manduria                | 2-0  | 0-0  | 0-0  | 4-2  | 2-1  | 3-0  | 2-1  | 1-1  | 1-1  | 1-1  | 0-1  | 1-1  | –––– | 0-0  | 2-0  | 0-1  | 0-1  | 1-0  | 2-0  | 2-0  |
| Soccer Massafra         | 3-2  | 0-1  | 0-0  | 2-0  | 3-2  | 0-1  | 2-1  | 1-1  | 1-0  | 1-1  | 2-2  | 3-0  | 1-1  | –––– | 3-0  | 0-3  | 0-0  | 1-2  | 1-1  | 1-2  |
| Molfetta Calcio         | 3-0  | 0-2  | 0-1  | 0-1  | 2-2  | 1-0  | 0-4  | 0-5  | 0-4  | 1-2  | 0-2  | 2-1  | 0-2  | 2-2  | –––– | 0-2  | 2-3  | 0-1  | 2-1  | 0-1  |
| Novoli                  | 3-0  | 3-2  | 2-2  | 1-0  | 0-1  | 2-0  | 1-4  | 3-1  | 1-1  | 2-0  | 0-0  | 1-0  | 2-3  | 1-3  | 2-2  | –––– | 0-3  | 0-0  | 1-1  | 0-0  |
| Polimnia                | 2-0  | 1-1  | 3-0  | 2-0  | 1-1  | 1-1  | 1-0  | 1-1  | 5-0  | 0-0  | 2-1  | 2-0  | 2-0  | 0-3  | 1-0  | 2-0  | –––– | 1-1  | 0-0  | 1-2  |
| Atletico Racale         | 0-0  | 3-3  | 0-3  | 0-0  | 3-0  | 2-1  | 0-1  | 2-0  | 2-1  | 1-0  | 2-0  | 0-0  | 3-0  | 2-1  | 1-0  | 0-1  | 3-3  | –––– | 2-0  | 3-3  |
| Nuova Spinazzola        | 0-0  | 0-0  | 0-1  | 4-2  | 0-2  | 2-1  | 1-0  | 1-2  | 0-0  | 0-0  | 0-1  | 1-0  | 3-0  | 3-0  | 3-0  | 2-1  | 1-2  | 4-0  | –––– | 3-0  |
| Unione Calcio Bisceglie | 2-0  | 1-1  | 0-2  | 2-0  | 2-2  | 0-2  | 2-3  | 2-3  | 2-0  | 3-2  | 1-0  | 4-0  | 1-1  | 1-1  | 2-3  | 2-2  | 2-2  | 1-0  | 2-2  | –––– |

## Statistiche

### Capolista solitaria
|    | —— | ——       | —— | —— | —— | —— | —— | —— | ——  | ——  | ——  | ——  | ——  | ——  | ——  | ——  | ——  | ——  | ——  | ——  | ——  | ——  | ——  | ——  | ——  | ——  | ——  | ——  | ——  | ——  | ——  | ——  | ——  | ——  | ——  | ——  | ——  | —— |  |
|    |    | Barletta |    |    |    |    |    |    |     |     |     |     |     |     |     |     |     |     |     |     |     |     |     |     |     |     |     |     |     |     |     |     |     |     |     |     |     |    |  |
|    |    |          |    |    |    |    |    |    |     |     |     |     |     |     |     |     |     |     |     |     |     |     |     |     |     |     |     |     |     |     |     |     |     |     |     |     |     |    |  |
|    |    |          |    |    |    |    |    |    |     |     |     |     |     |     |     |     |     |     |     |     |     |     |     |     |     |     |     |     |     |     |     |     |     |     |     |     |     |    |  |
| 1ª | 2ª | 3ª       | 4ª | 5ª | 6ª | 7ª | 8ª | 9ª | 10ª | 11ª | 12ª | 13ª | 14ª | 15ª | 16ª | 17ª | 18ª | 19ª | 20ª | 21ª | 22ª | 23ª | 24ª | 25ª | 26ª | 27ª | 28ª | 29ª | 30ª | 31ª | 32ª | 33ª | 34ª | 35ª | 36ª | 37ª | 38ª |    |  |

### Classifiche di rendimento[15]

#### Rendimento andata-ritorno
| Andata          | Andata | Ritorno         | Ritorno |
|                 |        |                 |         |
| Barletta        | 51     | Galatina        | 38      |
| Polimnia        | 37     | Bisceglie       | 38      |
| Galatina        | 31     | Canosa          | 34      |
| UC Bisceglie    | 30     | Bitonto         | 33      |
| A. Acquaviva    | 30     | N. Spinazzola   | 33      |
| Canosa          | 29     | Barletta        | 32      |
| Novoli          | 28     | A. Acquaviva    | 32      |
| Foggia Incedit  | 27     | Polimnia        | 30      |
| S. Massafra     | 27     | Gallipoli       | 28      |
| Bisceglie       | 27     | A. Racale       | 27      |
| Gallipoli       | 26     | Novoli          | 26      |
| Brilla Campi    | 25     | S. Massafra     | 24      |
| A. Racale       | 25     | Foggia Incedit  | 24      |
| Corato          | 23     | Manduria        | 23      |
| N. Spinazzola   | 22     | UC Bisceglie    | 23      |
| Manduria        | 22     | Brilla Campi    | 19      |
| Bitonto         | 21     | Corato          | 13      |
| Molfetta Calcio | 12     | Molfetta Calcio | 12      |
| Ginosa          | 8      | Ginosa          | 11      |
| Arboris Belli   | 6      | Arboris Belli   | 9       |

#### Rendimento casa-trasferta
| Casa            | Casa | Trasferta       | Trasferta |
|                 |      |                 |           |
| Barletta        | 42   | Barletta        | 41        |
| Bisceglie       | 40   | Galatina        | 30        |
| A. Acquaviva    | 40   | Polimnia        | 30        |
| Galatina        | 39   | Novoli          | 26        |
| Canosa          | 39   | S. Massafra     | 26        |
| Gallipoli       | 37   | UC Bisceglie    | 25        |
| Polimnia        | 37   | Bisceglie       | 25        |
| A. Racale       | 36   | Canosa          | 24        |
| N. Spinazzola   | 34   | Bitonto         | 22        |
| Foggia Incedit  | 33   | A. Acquaviva    | 22        |
| Bitonto         | 32   | N. Spinazzola   | 21        |
| Manduria        | 30   | Corato          | 21        |
| Brilla Campi    | 29   | Foggia Incedit  | 19        |
| UC Bisceglie    | 28   | Gallipoli       | 17        |
| Novoli          | 28   | A. Racale       | 16        |
| S. Massafra     | 25   | Brilla Campi    | 15        |
| Corato          | 15   | Manduria        | 15        |
| Molfetta Calcio | 14   | Molfetta Calcio | 10        |
| Ginosa          | 13   | Ginosa          | 6         |
| Arboris Belli   | 12   | Arboris Belli   | 3         |

### Primati stagionali

#### Squadre
- Maggior numero di vittorie: Barletta (25)
- Minor numero di vittorie: Arboris Belli (2)
- Maggior numero di pareggi: Unione Calcio Bisceglie (14)
- Minor numero di pareggi: Bitonto, Canosa e Molfetta Calcio (6)
- Maggior numero di sconfitte: Arboris Belli e Ginosa (27)
- Minor numero di sconfitte: Barletta (5)
- Miglior attacco: Barletta (72 gol fatti)
- Peggior attacco: Ginosa (21 gol fatti)
- Miglior difesa: Barletta (27 gol subìti)
- Peggior difesa: Arboris Belli (84 gol subìti)
- Miglior differenza reti: Barletta (+45)
- Peggior differenza reti: Arboris Belli (-62)
- Miglior serie positiva: Barletta (29, 1ª-29ª)
- Maggior numero di vittorie consecutive: Barletta (8, 1ª-8ª)
- Maggior numero di sconfitte consecutive: Arboris Belli (8, 5ª-12ª)

Partite
- Partita con più reti: Ginosa-Barletta 3-8 (11, 38ª giornata)
- Partita con maggiore scarto di gol: Corato-Barletta 0-7 (7, 5ª giornata)
- Partita con più espulsi: Atletico Acquaviva-Atletico Racale 2-2 (3, 14ª giornata)
- Giornata con maggior numero di gol: 14ª giornata (34)
- Giornata con minor numero di gol: 21ª e 28ª giornata (16)